# Ганкок (Вісконсин)
Ганкок (англ. Hancock) — селище (англ. village) в США, в окрузі Вошара штату Вісконсин. Населення — 558 осіб (2020).

## Географія
Ганкок розташований за координатами 44°7′53″ пн. ш. 89°30′57″ зх. д. / 44.13139° пн. ш. 89.51583° зх. д. (44.131459, -89.515773).  За даними Бюро перепису населення США в 2010 році селище мало площу 2,90 км², з яких 2,77 км² — суходіл та 0,13 км² — водойми. В 2017 році площа становила 2,71 км², уся площа — суходіл.

## Демографія
Згідно з переписом 2010 року, у селищі мешкало 417 осіб у 186 домогосподарствах у складі 107 родин. Густота населення становила 144 особи/км².  Було 251 помешкання (86/км²).
Расовий склад населення:
| - 94,2 % — білих - 0,5 % — чорних або афроамериканців - 0,2 % — азіатів - 4,1 % — осіб інших рас |

До двох чи більше рас належало 1,0 %. Частка іспаномовних становила 11,0 % від усіх жителів.
За віковим діапазоном населення розподілялося таким чином: 20,6 % — особи молодші 18 років, 59,0 % — особи у віці 18—64 років, 20,4 % — особи у віці 65 років та старші. Медіана віку мешканця становила 45,2 року. На 100 осіб жіночої статі у селищі припадало 95,8 чоловіків;  на 100 жінок у віці від 18 років та старших — 97,0 чоловіків також старших 18 років.
Середній дохід на одне домашнє господарство  становив 47 051 долар США (медіана — 34 861), а середній дохід на одну сім'ю — 59 073 долари (медіана — 44 659). Медіана доходів становила 36 750 доларів для чоловіків та 33 750 доларів для жінок. За межею бідності перебувало 12,7 % осіб, у тому числі 11,5 % дітей у віці до 18 років та 6,4 % осіб у віці 65 років та старших.
Цивільне працевлаштоване населення становило 164 особи. Основні галузі зайнятості: виробництво — 17,7 %, транспорт — 16,5 %, фінанси, страхування та нерухомість — 16,5 %.